# AGM-158C LRASM
AGM-158C LRASM (Long Range Anti-Ship Missile) — малопомітна протикорабельна крилата ракета великої дальності, розроблена для Повітряних сил і Військово-морських сил США Агентством передових оборонних дослідницьких проектів (DARPA). Вона походить від AGM-158B JASSM-ER і була призначена для впровадження більш досконалих автономних можливостей наведення, ніж нинішня протикорабельна ракета Harpoon ВМС США, яка перебуває на озброєнні з 1977 року.
У червні 2009 року DARPA уклала контракт з Lockheed Martin на двоетапну демонстраційну програму LRASM. У грудні 2013 року DARPA оголосила про свій намір укласти наступний контракт на єдиного постачальника з Lockheed Martin для подальшого вдосконалення підсистем і конструкції системи LRASM, яку буде передано ВМС. У березні 2014 року Raytheon/Kongsberg подали спільний протест до Офісу урядової підзвітності США (англ. Government Accountability Office (GAO)) проти рішення DARPA. У червні 2014 року GAO відхилив протест, зазначивши, що надання контракту будь-якому іншому джерелу ймовірно призведе до значного дублювання витрат, які не очікується компенсувати за рахунок конкуренції, і неприйнятних затримок у задоволенні потреб уряду.
Пентагон дозволив ВМС розпочати обмежене виробництво LRASM як оперативну зброю в лютому 2014 року як термінове вирішення проблеми з дальності та живучості Harpoon, а також з метою пріоритету знищення ворожих військових кораблів. Розробка та вдосконалення протикорабельних ракет була занедбана з кінця Холодної війни, але стала знову важливою через модернізацію Військово-морських сил Народно-визвольної армії Китаю.
У серпні 2015 року ракета отримала офіційне позначення AGM-158C.

## Конструкція та принцип дії
На відміну від існуючих протикорабельних ракет, очікувалося, що LRASM буде здатна здійснювати автономне наведення, використовуючи бортові системи наведення для самостійного пошуку цілі без наявності попередньої точної розвідки або підтримуючих служб, таких як навігація за допомогою GPS і канали передачі даних. Ці можливості забезпечать позитивну ідентифікацію цілі, точне ураження рухомих кораблів і встановлення початкового наведення на ціль у вкрай складних умовах. Ракета мала бути розроблена з системою протидії ворожим системам активного захисту.
LRASM базується на AGM-158B JASSM-ER, але включає багатомодовий пасивний радар, новий канал передачі даних та альтиметр, а також покращену енергетичну систему. Вона може бути спрямована на атаку ворожих кораблів зі своєї пускової платформи, отримувати оновлення через канал передачі даних або використовувати бортові датчики для пошуку своєї цілі. LRASM повинен летіти до своєї цілі на середній висоті, а потім знижуватися до низької висоти для проходження над морем, щоб уникнути систем протиракетної оборони. Максимальна дальність AGM-158B JASSM-ER оцінюється у 500 морських миль (930 км). Дальність LRASM менша, ніж у JASSM-ER, на якому вона базується, через додатковий простір, необхідний для навігації, сенсорів та пасивного радара. Lockheed Martin заявляє, що дальність ракети перевищує 200 морських миль (370 км).
Для забезпечення живучості та більшої ефективності проти ворожих цілей, LRASM оснащено системою самонаведення від BAE Systems з ІНС, яка стійка до глушіння GPS, головкою з інфрачервоним сенсором зображення (ІЧ ГСН), яка вміє автоматично розпізнавати цілі, каналом передачі даних, пасивним РЕБом та системою попередження про радіолокаційне опромінення. Програмне забезпечення з елементами штучного інтелекту поєднує ці функції для знаходження ворожих кораблів і уникнення ураження нейтральних суден в районах, які можуть знаходитися в районі проведення операції. Канал передачі даних дозволяє іншим засобам передавати ракеті реальну електронну картину ворожого бойового простору. Кілька ракет можуть працювати разом, обмінюючись даними для координації атаки у вигляді рою. Окрім коротких передач даних з низькою потужністю, LRASM не випромінює сигналів, що разом з малопомітним фюзеляжем JASSM і низькою ІЧ-сигнатурою зменшує вірогідність виявлення ракети. На відміну від попередніх ракет з радіолокаційним наведенням, які після відхилення або обману влучали в інші судна, багаторежимна головка самонаведення забезпечує влучання у правильну ціль в конкретній зоні корабля. LRASM може знаходити власну ціль автономно, використовуючи пасивне радіолокаційне самонаведення для визначення місцезнаходження кораблів у зоні. Як і JASSM, LRASM має можливість вражати наземні цілі.
LRASM має сумісність з системою вертикального запуску Mk 41 VLS, що використовується на багатьох військових кораблях ВМС США, а також має можливість запуску з літаків, включаючи B-1 Lancer. Для запусків з поверхні LRASM планувалося оснастити модифікованим ракетним прискорювачем Mk 114, щоб забезпечити достатню потужність для досягнення висоти. Хоча пріоритетною є розробка варіантів для запуску з повітря і поверхні, компанія Lockheed досліджує концепцію варіанта для запуску з підводних човнів та розгортання з верхньої частини корабля для менших суден. В рамках першої фази програми OASUW LRASM використовуватиметься лише як ракета, що запускається з повітря, для розгортання на F/A-18E/F Super Hornet і B-1B Lancer, який має можливість нести 24 LRASM. У 2020 році ВМС США розпочали процес інтеграції LRASM на патрульний літак P-8 Poseidon, який планується завершити до 2026 року.
Деякі радники ВМС запропонували збільшити можливості LRASM для виконання подвійних функцій як зброї для атаки на наземні цілі з кораблів, окрім ролі ПКР. Зменшивши розмір бойової частини вагою 1000 фунтів (450 кг) для збільшення дальності польоту з приблизно 300 миль (480 км) до 1000 миль (1600 км), ракета все ще була б досить потужною, щоб знищувати або виводити з ладу військові кораблі, одночасно маючи можливість досягати наземних цілей. З належною системою наведення одна ракета могла б збільшити гнучкість ВМС, замість необхідності використовувати дві ракети, спеціалізовані під різні задачі.

## Розробка

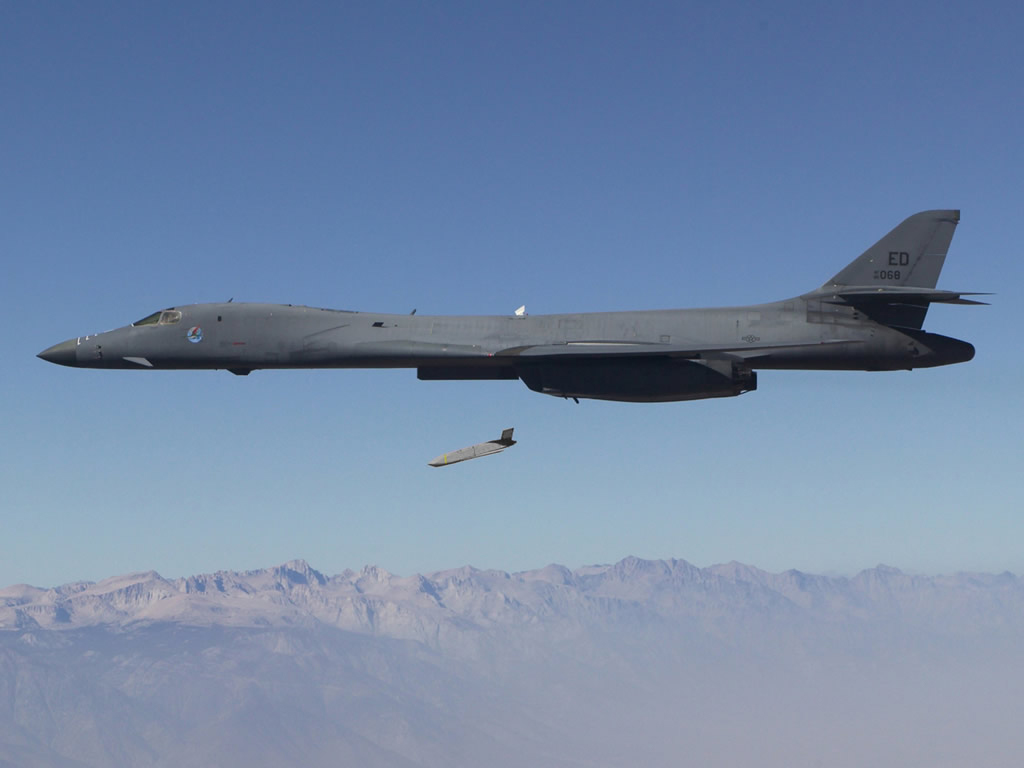
Запуск LRASM з B-1B Lancer.

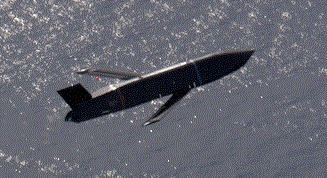
LRASM в польоті.

Програму булу ініційовано у 2009 році і розпочато за двома різними напрямками. LRASM-A є дозвуковою крилатою ракетою на основі JASSM-ER з дальністю 500 морських миль від Lockheed Martin; компанія Lockheed Martin отримала початкові контракти на розробку. LRASM-B планувалася як висотна надзвукова ракета за зразком індо-російської BrahMos, але її скасували у січні 2012 року. Льотні випробування сенсорів LRASM у режимі транспортування почалися у травні 2012 року; прототип ракети планувалося запустити на початку 2013 року, а перший запуск з контейнера передбачався на кінець 2014 року.
1 жовтня 2012 року компанія Lockheed отримала модифікацію контракту для проведення вдосконалень з метою зменшення ризиків перед майбутнім льотним випробуванням версії LRASM-A, яка запускається в повітрі. 5 березня 2013 року Lockheed отримала контракт на початок проведення випробувань запуску LRASM в повітрі та з поверхні. 3 червня 2013 року Lockheed успішно провела випробування «пробивання» імітованою LRASM на Mk 41 (VLS). Чотири випробування підтвердили, що LRASM може «пробити» передню кришку контейнера без пошкодження ракети. 11 липня 2013 року Lockheed повідомила про успішне завершення випробувань LRASM у режимі транспортування на B-1B.

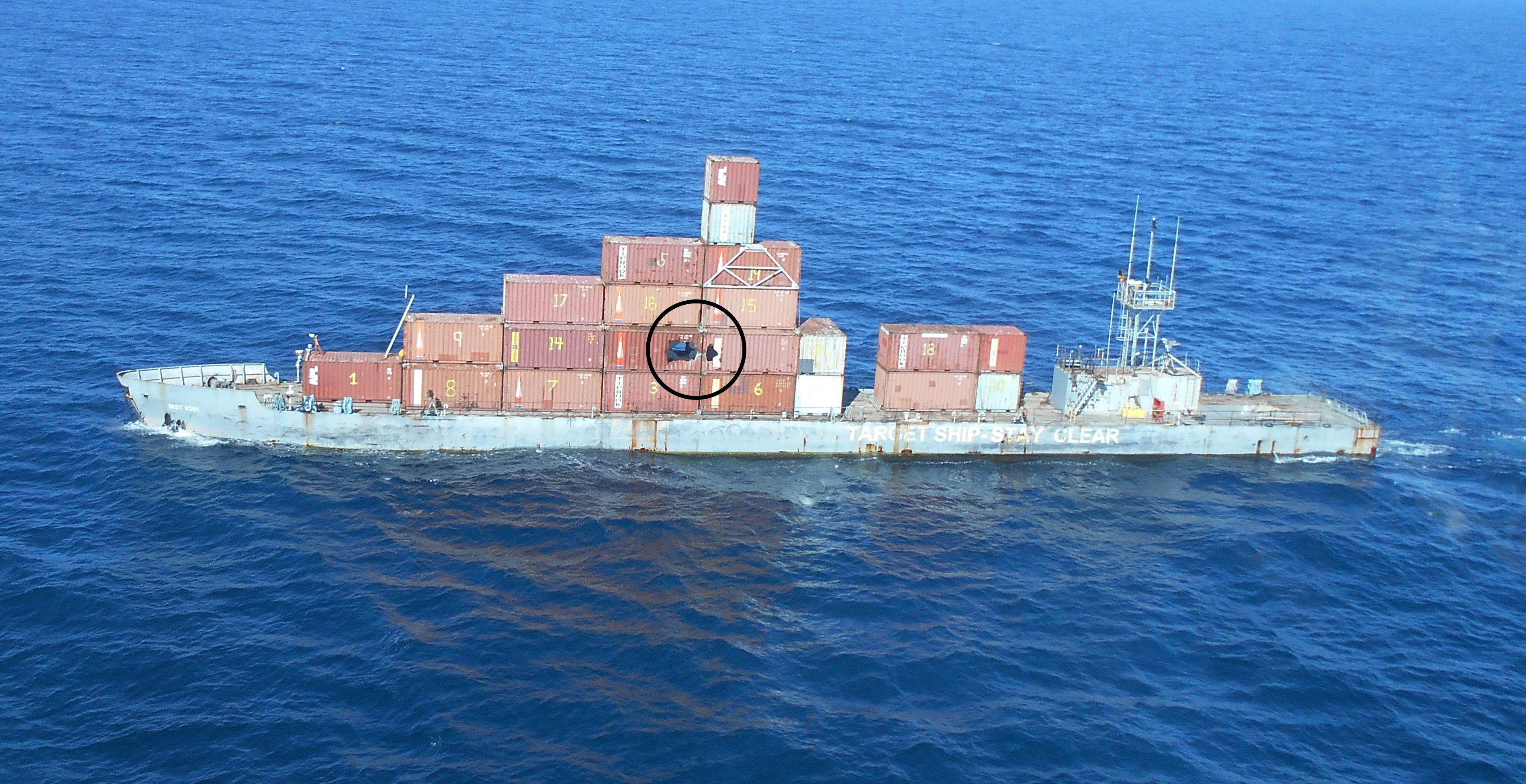
Навчальні стрільби LRASM по цілях

27 серпня 2013 року компанія Lockheed провела перше льотне випробування LRASM, запущеного з B-1B. На півдорозі до цілі ракета перейшла від запланованого маршруту до автономного керування. Вона автономно виявила свою рухому ціль — безпілотний корабель довжиною 260 футів (79 метрів) з трьох у цільовій зоні — і вразила його у бажаному місці інертною бойовою частиною. Метою випробування було перевірити роботу комплексу сенсорів, який виявив усі цілі і захопив тільки ту, яку йому було вказано. Було заплановано ще два льотних випробування впродовж року, що включали різні висоти, відстані та геометрії у цільовій зоні. Два запуски з вертикальних пускових установок були заплановані на літо 2014 року. Сенсор для ракети розробила компанія BAE Systems. Сенсор призначений для здійснення прицільних атак у групі ворожих кораблів, захищених складними системами протиповітряної оборони. Він автономно виявив і націлився на рухомий надводний корабель. Сенсор використовує передові електронні технології для виявлення цілей у складному сигнальному середовищі, а потім обчислює точні координати цілі для блоку управління ракетою.
17 вересня 2013 року компанія Lockheed запустила LRASM Boosted Test Vehicle (BTV) з контейнера Mk 41 VLS. Фінансоване компанією випробування показало, що LRASM, оснащений ракетним двигуном Mk 114 від RUM-139 VL-ASROC, може стартувати, пробити кришку контейнера і виконати керований політ. У січні 2014 року компанія Lockheed продемонструвала, що LRASM може бути запущений з Mk 41 VLS лише за допомогою зміненого програмного забезпечення для наявного корабельного обладнання.
12 листопада 2013 року LRASM влучила у рухому морську ціль під час другого льотного випробування. Бомбардувальник B-1B запустив ракету, яка використовувала заплановані маршрутні точки, отримані в польоті, перед переходом до автономного керування. Вона використовувала бортові сенсори для вибору цілі, зниження висоти та успішного влучання. 4 лютого 2015 року LRASM провела третє успішне льотне випробування, метою якого була оцінка продуктивності на низькій висоті та уникнення перешкод. Скинута з B-1B, ракета пройшла серію запланованих маршрутних точок, а потім виявила, відстежила та уникнула об'єкт, навмисно розміщений на траєкторії польоту, щоб продемонструвати алгоритми уникнення перешкод.
У серпні 2015 року ВМС розпочали перевірки навантаження та встановлення імітатора маси LRASM на F/A-18 Super Hornet. Початкові льотні випробування імітатора LRASM з Super Hornet почалися 3 листопада 2015 року, перший політ відбувся 14 грудня, а випробування навантаження були завершені 6 січня 2016 року.
У липні 2016 року компанія Lockheed успішно провела третій запуск LRASM з поверхні після двох випробувань на Desert Ship ВМС, здійснивши запуск з Self Defense Test Ship ВМС (колишній USS Paul F. Foster). Використовуючи систему управління озброєнням Tactical Tomahawk Weapon Control System (TTWCS) для наведення і прискорену двигуном Mk 114, ракета пролетіла запланований маршрут на низькій висоті до заздалегідь визначеної кінцевої точки. Хоча наразі планується виключно повітряний запуск ракети, майбутні вимоги щодо використання з кількох платформ запуску призвели до інвестування в зниження ризиків майбутньої конкуренції.
4 квітня 2017 року компанія Lockheed оголосила про перший успішний запуск LRASM з F/A-18 Super Hornet. 26 липня 2017 року Lockheed отримала перше замовлення на виробництво авіаційної версії LRASM; перша партія малої серії виробництва Lot 1 включає 23 ракети. 27 липня 2017 року Lockheed оголосила, що успішно провела перший запуск LRASM з ТПК з використанням прискорювача Mk 114, продемонструвавши здатність ракети використовуватися на платформах без системи вертикального пуску.
17 серпня 2017 року LRASM провела своє перше льотне випробування у тактичній конфігурації, що відповідає серійному виробництву. Ракета була скинута з B-1B Lancer, пройшла через усі заплановані маршрутні точки, перейшла до середньої навігації та полетіла до рухомої морської цілі, використовуючи дані від свого бортового сенсора, потім знизилася до низької висоти для фінального підходу, позитивно ідентифікувала та вразила ціль.
Ракету успішно запустили проти кількох цілей 13 грудня 2017 року з борту B-1B, що летів над морським полігоном Пойнт-Мугу.
У травні 2018 року було успішно завершено друге льотне випробування, яке включало дві ракети LRASM.
У грудні 2018 року ракета LRASM була інтегрована на B-1 Lancer ПС США, досягнувши початкової оперативної готовності. У листопаді 2019 року ракета досягла ранньої оперативної готовності на Super Hornets ВМС США.
У 2020 році ВМС США розпочали плани щодо інтеграції LRASM на Boeing P-8 Poseidon.
У лютому 2021 року ВМС США та ПС США уклали контракт на суму 414 мільйонів доларів з Lockheed Martin на продовження виробництва авіаційної версії LRASM, яка тепер є в експлуатації на F/A-18E/F ВМС США та B-1B ПС США.

## Іноземний інтерес
У 2015 році Швеція публічно висловила зацікавленість у LRASM у відповідь на занепокоєння щодо дій Росії у Східній Європі. Велика Британія, Сінгапур, Канада, Австралія та Японія також висловили зацікавленість у ракеті LRASM.
7 лютого 2020 року Державний департамент США оголосив про схвалення можливого продажу до Австралії до 200 ракет LRASM та пов'язаного обладнання на орієнтовну суму 990 мільйонів доларів США. У липні 2020 року Австралія оголосила про придбання LRASM для своїх винищувачів F/A-18F Super Hornet.

## Оператори

### Поточні
- США
  - Повітряні сили США
  - Військово-морські сили США
- Австралія
  - Повітряні сили Австралії: замовлено 200 ракет[59]. 23 березня 2025 року AGM-158C LRASM набула стану оперативної готовності. Королівські повітряні сили Австралії завершили інтеграцію та сертифікацію протикорабельних ракет LRASM на літаки F/A-18F Super Hornet[61].